# Mladen Mladenović
Mladen Mladenović, född 13 september 1964 i Rijeka, Kroatien, SFR Jugoslavien
(nuvarande Kroatien), är en kroatisk före detta fotbollsspelare.